# اسکالر (ریاضی)
یک عنصر اسکالر (به انگلیسی: Scalar) یا عنصر نرده‌ای یک المان از یک میدان است که از طریق آن فضای برداری تعریف می‌شود. یک کمیت که توسط چند اسکالر (مانند اندازه و جهت) تعریف می‌شود را یک بردار می‌نامند.
در جبر خطی، اعداد حقیقی و دیگر المان‌های یک میدان را اسکالرها می‌نامند و از طریق ضرب اسکالر با بردارها مرتبط می‌شوند که از طریق آن یک بردار با ضرب در یک اسکالر به برداری دیگر تبدیل می‌شود.